# Shunsuke Kikuchi
Shunsuke Kikuchi (菊池 俊輔, Kikuchi Shunsuke) (Hirosaki, 1 de novembre de 1931 – 24 d'abril de 2021) fou un prolífic compositor japonés. S'especialitzà en música de fons per a mitjans com la televisió i el cinema. Autor de la música de sèries com Bola de drac, El doctor Slump i Doraemon, entre moltes altres. En actiu des de principis de la dècada de 1960, va ser un dels compositors de cinema i televisió més sol·licitats del Japó, treballant principalment en produccions de tokusatsu i anime per infants, així com en pel·lícules d'acció violenta, jidaigeki i dorames. Kikuchi estava inactiu des de 2017, quan va declarar que es prenia un descans per rebre tractament per una malaltia.

## Carrera
Després de graduar-se a la Universitat de Nihon d'Art, va debutar component per a la pel·lícula de 1961 The Eighth Enemy (八人目の敵).
Tō-Ō Nippō va escriure que el contrast entre el tema d'obertura heroic i el tema melancòlic de final de balada que Kikuchi va compondre per a l'anime Tiger Mask de 1969, "va canviar la música japonesa de l'anime".
Tō-Ō Nippō també va escriure que l'èxit del drama televisiu Abarenbō Shōgun, que es va emetre durant 800 capítols del 1978 al 2008, va fer dir a la gent; "Si Shunsuke Kikuchi s'encarrega de la música, l'espectacle serà un èxit".
El 1979 Kikuchi va compondre "Doraemon no Uta", la cançó principal de l'anime Doraemon estrenat el 1979, que va estar a la televisió durant 26 anys.
La seva lenta música de fons de sèries de llarga durada s'han convertit en alguns dels seus treballs més coneguts. Obres per a anime i tokusatsu com Doraemon, Kamen Rider, Bola de Drac, Bola de Drac Z, jidaigeki com Abarenbō Shōgun i Chōshichirō Edo Nikki, i produccions de dissabte a la nit de TBS que van des de Key Hunter fins a G-Men '75 es va convertir en una sèrie d'èxits de llarga durada.
La cançó "Urami Bushi" (怨み節) que va compondre per a la sèrie dels primers anys setanta Female Convict Scorpion va ser inclosa a la pel·lícula nord-americana Kill Bill i a la seva banda sonora.

## Premis
Kikuchi va ser nominat al premi japonès de l'Acadèmia de Música el 1983 pel seu treball a The Gate of Youth i To Trap a Kidnapper.
Va rebre un premi al mèrit als Tokyo Anime Awards de 2013.
Kikuchi va guanyar diversos premis anuals de la Societat Japonesa per als Drets d'Autors, Compositors i Editors pels drets d'autor que va obtenir per les seves obres l'any anterior. Va guanyar el premi internacional, basat en ingressos estrangers, el 1983 (UFO Robot Grendizer), 1989 (UFO Robot Grendizer), 2008 (Bola de Drac Z), 2010 (Doraemon), 2012 (Doraemon), 2015 (Bola de Drac Z), 2016 (Kiteretsu Daihyakka), 2018 (Bola de Drac Z) i 2019 (Bola de Drac Z). Va aconseguir el segon lloc en royalties generals el 2004 (Bola de Drac Z).
El 2015, va rebre un premi per la seva carrera als 57è Japan Record Awards.

## Discografia

### Bandes sonores d'anime
| Títol de l'anime                                                                              | Any  |
| --------------------------------------------------------------------------------------------- | ---- |
| Uchuu Patrol Hopper                                                                           | 1965 |
| Dokachin                                                                                      | 1968 |
| Tiger Mask                                                                                    | 1969 |
| Shin Obake no Q-Taro (Fusako Amachi series)                                                   | 1971 |
| Shinzō Ningen Casshan                                                                         | 1973 |
| Babel II                                                                                      | 1973 |
| Doraemon                                                                                      | 1973 |
| Miracle Shoujo Limit-chan                                                                     | 1973 |
| El Lanzador Estrella                                                                          | 1973 |
| Getter Robo                                                                                   | 1974 |
| Hurricane Polymar                                                                             | 1974 |
| Tentou Mushi no Uta                                                                           | 1974 |
| Urikupen Kyujotai                                                                             | 1974 |
| La Seine no Hoshi                                                                             | 1975 |
| Getter Robo G                                                                                 | 1975 |
| Great Mazinger tai Getter Robo (col·laboració amb Michiyaki Watanabe)                         | 1975 |
| Great Mazinger tai Getter Robo G (col·laboració amb Michiyaki Watanabe)                       | 1975 |
| The Arabian Nights: Adventures of Sinbad                                                      | 1975 |
| La Seine no Hoshi                                                                             | 1975 |
| UFO Robo Grendizer                                                                            | 1975 |
| UFO Robo Grendizer vs. Great Mazinger (OVA, extreta de la banda sonora de la sèrie Grendizer) | 1976 |
| Daikū Maryū Gaikingu                                                                          | 1976 |
| Paul's Miracle Strategy Plan                                                                  | 1976 |
| Hyoga Senshi Gaislugger                                                                       | 1977 |
| Brave Leader Daimos                                                                           | 1978 |
| Festival de los Robots                                                                        | 1978 |
| Sekai Meisaku Douwa Oyayubi Hime                                                              | 1978 |
| Koguma no Misha                                                                               | 1979 |
| King Arthur: Prince on White Horse (Opening i Ending)                                         | 1980 |
| Dr. Slump                                                                                     | 1981 |
| Arcadia of My Youth: Endless Orbit SSX                                                        | 1982 |
| Dr. Slump (Pel·lícula)                                                                        | 1982 |
| La vuelta al mundo de Willy Fog                                                               | 1983 |
| Highschool! Kimen-gumi                                                                        | 1985 |
| Obake no Q-Taro (Segona temporada)                                                            | 1985 |
| Bola de Drac                                                                                  | 1986 |
| Tsuideni Tonchinkan                                                                           | 1987 |
| Ultra B                                                                                       | 1987 |
| Kiteretsu Daihyakka                                                                           | 1988 |
| Sakigake!! Otoko Juku                                                                         | 1988 |
| Shin Bikkuriman                                                                               | 1989 |
| Bola de Drac Z                                                                                | 1989 |
| Oyayubi Hime                                                                                  | 1992 |
| Tenchi Muyō! en Tokio                                                                         | 1997 |

### Bandes sonores de sèries
| Títol de la sèrie                                  | Any  |
| -------------------------------------------------- | ---- |
| Kamen Rider (tota la saga excepte New Kamen Rider) | 1971 |
| Ronin of the Wilderness                            | 1972 |
| Jumborg Ace                                        | 1973 |
| Robotto Keiji                                      | 1973 |
| Yojimbo of the Wilderness                          | 1973 |
| Kure Kure Takora                                   | 1973 |
| Tōyama no Kin-san (amb Ryōtarō Sugi)               | 1975 |
| Abarenbo Shogun                                    | 1978 |
| Chōshichirō Edo Nikki                              | 1983 |

### Bandes sonores de pel·lícules
| Títol de la pel·lícula           | Any  |
| -------------------------------- | ---- |
| Kyuketsuki Gokemidoro            | 1968 |
| Gamera vs. Guiron                | 1969 |
| Gamera vs. Jiger                 | 1970 |
| Gamera vs. Zigra                 | 1971 |
| Onna Hissatsu Ken                | 1974 |
| Uchū Kaijū Gamera                | 1980 |
| Pel·lícules de Bola de Drac 1-17 | 1986 |
| Denjin Zaborgar                  | 2011 |